# Anthem for a New Tomorrow
Anthem for a New Tomorrow è il quinto album studio del gruppo punk statunitense Screeching Weasel, registrato dopo la fine del tour del 1993, che sarebbe anche stato l'ultimo della band. Tutte le tracce provengono da questa sessione di registrazione eccetto Every Night e Totally, già presenti in alcune demo della band. In questo CD non ha suonato il bassista Johnny Personality, sostituito dall'ex chitarrista Danny Vapid, mentre Ben Weasel si è spostato alla seconda chitarra. L'album è stato ripubblicato nel 2005 dalla Asian Man Records.

## Tracce
- Tutte le tracce sono di Ben Weasel, eccetto dove indicato:

1. I'm Gonna Strangle You - 1:04
2. Falling Apart - 2:00
3. Leather Jacket - 1:05
4. Rubber Room - 0:30
5. Inside Out - 2:04
6. Peter Brady - 2:10
7. I, Robot - 2:50
8. Every Night - 3:45
9. Totally - 1:44
10. Three Sides - 0:45
11. I Don't Wanna Be Friends - 1:55
12. Cancer in My Body - 0:53
13. Thrift Store Girl - 1:09
14. Panic - 0:12
15. Trance - 2:17 (Weasel/Vapid)
16. Claire Monet - 3:40
17. A New Tomorrow - 2:17

### Bonus track[2]
1. Talk to Me Summer - 1:55

## Formazione[3]
- Ben Weasel – voce
- Jughead – chitarra
- Danny Vapid – basso
- Dan Panic – batteria
- Fat Mike – voce d'accompagnamento in Peter Brady
- Blake Schwarzenbach – voce d'accompagnamento in A New Tomorrow
- Cassandra Millspaugh – voce d'accompagnamento in A New Tomorrow
- Joey Vindictive – voce d'accompagnamento in A New Tomorrow